# Cordylochernes angustochelatus
Espèce
Cordylochernes angustochelatus est une espèce de pseudoscorpions de la famille des Chernetidae.

## Distribution
Cette espèce est endémique du Panama. Elle se rencontre vers Boquete.

## Description
Le mâle holotype mesure 3,5 mm.

## Publication originale
- Hoff, 1944 : New pseudoscorpions of the subfamily Lamprochernetinae. American Museum Novitates, no 1271, p. 1-12 (texte intégral).